# Czepiak
Czepiak (Ateles) – rodzaj nadrzewnych ssaków naczelnych z podrodziny czepiaków (Atelinae) w obrębie rodziny czepiakowatych (Atelidae).

## Rozmieszczenie geograficzne
Rodzaj obejmuje gatunki występujące w gęstych lasach Ameryki Środkowej i Południowej – od Meksyku po dorzecze Amazonki.

## Morfologia
Długość ciała samic 30–66 cm, samców 37–70 cm, ogona 64–93 cm; masa ciała samic 5–10,5 kg, samców 7,4–10,4 kg. Czepiaki z tego rodzaju charakteryzują się smukłą sylwetką przystosowaną do szybkiego przemieszczania się pomiędzy konarami drzew. Bardzo sprawnie poruszają się metodą brachiacji, wykorzystują również długi, chwytny ogon do przytrzymywania się gałęzi.

## Systematyka
Rodzaj zdefiniował w 1806 roku francuski przyrodnik Étienne Geoffroy Saint-Hilaire w artykule poświęconym małpom z rodzaju Ateles, opublikowanym w roczniku Annales du Muséum d’histoire naturelle. Geoffroy Saint-Hilaire wymienił kilka gatunków – Ateles pentadactylus É. Geoffroy Saint-Hilaire, 1806 (= Simia Paniscus Linnaeus, 1758), Simia Paniscus Linnaeus, 1758, Ateles arachnoides É. Geoffroy Saint-Hilaire, 1806, Ateles belzebuth É. Geoffroy Saint-Hilaire, 1806 i Ateles policomos (?) – z których gatunkiem typowym jest (późniejsze oznaczenie) Simia Paniscus Linnaeus, 1758.

### Etymologia
- Ateles (Ateleus): gr. ατελης atelēs ‘niedoskonały’; w aluzji do braku kciuka[12].
- Paniscus: gr. Πανισκος Paniskos, od zdrobnienia Παν Pan, w mitologii greckiej syn Hermesa i Dryope, bóg opiekuńczy lasów i pól, strzegący pasterzy oraz ich trzód wywodzący się z Arkadii[13].
- Mamatelesus: modyfikacja zaproponowana przez meksykańskiego przyrodnika Alfonso Luisa Herrerę w 1899 roku polegająca na dodaniu do nazwy rodzaju przedrostka Mam (od Mammalia)[14].
- Montaneia: Luis Montané Dardé (1849–1936), kubański lekarz i antropolog[5]. Gatunek typowy (oznaczenie monotypowe): †Montaneia antropomorpha Ameghino, 1911.
- Ameranthropoides: nowołac. Americanus ‘Amerykanin, z Ameryki’[15]; gr. ανθρωπος anthrōpos ‘człowiek’[16]; -οιδης -oidēs ‘przypominający’[17]. Gatunek typowy (oznaczenie monotypowe): Ameranthropoides loysi Montandon, 1929 (= Ateles hybridus I. Geoffroy Saint-Hilaire, 1829).

### Podział systematyczny
Do rodzaju należą następujące gatunki:
| Grafika | Gatunek           | Autor i rok opisu               | Nazwa zwyczajowa   | Podgatunki         | Rozmieszczenie geograficzne | Podstawowe wymiary                        | Status IUCN |
| ------- | ----------------- | ------------------------------- | ------------------ | ------------------ | --- | ----------------------------------------- | ----------- |
|         | Ateles geoffroyi  | Kuhl, 1820                      | czepiak czarnoręki | 6 podgatunków      | wschodni i południowo-wschodni Meksyk (od wschodniego San Luis Potosí, Veracruz i wschodniej Oaxaci) na południe do północno-zachodniej Kolumbii (Cordillera de Baudó)                                                                | DC: 31–63 cm DO: 64–86 cm MC: 6–9,4 kg    | EN          |
|         | Ateles fusciceps  | J.E. Gray, 1866                 | czepiak ciemny     | 2 podgatunki       | wschodnia Panama (zbocza od strony Oceanu Atlantyckiego), zachodnia i południowo-zachodnia Kolumbia oraz północno-zachodni Ekwador (2 pozostałe populacje na zachód od Andów); zakres wysokości: 100–2500 m n.p.m.                    | DC: 30–64 cm DO: 66–86 cm MC: 8–9 kg      | EN          |
|         | Ateles chamek     | (Humboldt, 1812)                | czepiak czarnolicy | gatunek monotypowy | amazońska Brazylia na południe od rzeki Amazonka, wschodnie Peru oraz północna i środkowa Boliwia | DC: 40–60 cm DO: 70–88 cm MC: 5–7 kg      | EN          |
|         | Ateles paniscus   | (Linnaeus, 1758)                | czepiak czarny     | gatunek monotypowy | region Gujana (na wschód od rzeki Escequibo, nie na wybrzeżu), północno-wschodnia Brazylia (na północ od rzeki Amazonka, na wschód od rzeki Negro i rzeki Branco); wątpliwy na zachód od rzeki Escequibo                              | DC: 42–66 cm DO: 64–93 cm MC: 8,4–9,1 kg  | VU          |
|         | Ateles marginatus | É. Geoffroy Saint-Hilaire, 1809 | czepiak białolicy  | gatunek monotypowy | endemit Brazylii (na południe od rzeki Amazonka, pomiędzy wschodnim brzegiem od rzek Tapajós i Teles Pires i zachodnim brzegiem rzeki Xingu)                                                                                          | DC: 35–70 cm DO: 62–90 cm MC: 5,8–10,4 kg | EN          |
|         | Ateles belzebuth  | É. Geoffroy Saint-Hilaire, 1806 | czepiak czarci     | gatunek monotypowy | południowa Wenezuela, północno-zachodnia Brazlia, wschodnia Kolumbia, wschodni Ekwador i północno-wschodnie Peru; granice zasięgu nie są dobrze znane                                                                                 | DC: 46–50 cm DO: 74–81 cm MC: 7,8–9,3 kg  | EN          |
|         | Ateles hybridus   | I. Geoffroy Saint-Hilaire, 1829 | czepiak brązowy    | gatunek monotypowy | północno-wschodnia Kolumbia (dolina środkowego biegu rzeki Magdalena, Serranía de Perijá) do zachodniej Wenezueli (Andy; izolowane populacje w północno-środkowej części w Parku Narodowym Guatopo; zakres wysokości: 20–700 m n.p.m. | DC: 45–50 cm DO: 74–81 cm MC: 7,5–10,5 kg | CR          |

Kategorie IUCN:  VU  – gatunek narażony,  EN  – gatunek zagrożony,  CR  – gatunek krytycznie zagrożony.
Takson o nieznanym lub wątpliwym zastosowaniu (nomen dubium):
- Simia Sapajus variegatus Kerr, 1792